# Episodi de L'uomo da sei milioni di dollari (quarta stagione)
La quarta stagione della serie televisiva L'uomo da sei milioni di dollari, composta da 22 episodi, è stata trasmessa sul canale televisivo statunitense ABC dal 19 settembre 1976 al 15 maggio 1977.
| nº | Titolo originale              | Titolo italiano                | Prima TV USA      |
| -- | ----------------------------- | ------------------------------ | ----------------- |
| 1  | The Return of Bigfoot: Part 1 | Gli extraterrestri - 1ª parte  | 19 settembre 1976 |
|    | The Return of Bigfoot: Part 2 | Gli extraterrestri - 2ª parte  | 22 settembre 1976 |
| 2  | Nightmare in the Sky          | Incubo nel cielo               | 26 settembre 1976 |
| 3  | Double Trouble                | Doppio guaio                   | 3 ottobre 1976    |
| 4  | The Most Dangerous Enemy      | Il nemico più pericoloso       | 17 ottobre 1976   |
| 5  | H+2+O=Death                   | H+2+O=Morte                    | 24 ottobre 1976   |
| 6  | Kill Oscar: Part 2            | Uccidete Oscar - 2ª parte      | 31 ottobre 1976   |
| 7  | The Bionic Boy                | Il ragazzo bionico             | 7 novembre 1976   |
| 8  | Vulture of the Andes          | Avvoltoi delle Ande            | 21 novembre 1976  |
| 9  | Thunderbird Conection         | Missione difficile             | 28 novembre 1976  |
| 10 | A Bionic Christmas Carol      | Natale bionico                 | 12 dicembre 1976  |
| 11 | Task Force                    | Task force missione speciale   | 19 dicembre 1976  |
| 12 | The Ultimate Imposter         | L'impostore                    | 2 gennaio 1977    |
| 13 | Death Probe: Part 1           | Il mostro di Venere - 1ª parte | 9 gennaio 1977    |
| 14 | Death Probe: Part 2           | Il mostro di Venere - 2ª parte | 16 gennaio 1977   |
| 15 | Dannys Inferno                | L'inferno di Danny             | 23 gennaio 1977   |
| 16 | Fires of Hell                 | Un inferno di fuoco            | 30 gennaio 1977   |
| 17 | The Infiltrators              | Gli infiltrati                 | 6 febbraio 1977   |
| 18 | Carnival of Spies             | Spie al luna park              | 13 febbraio 1977  |
| 19 | U-509                         | U-509                          | 20 febbraio 1977  |
| 20 | The Privacy of the Mind       | Libertà di pensiero            | 27 febbraio 1977  |
| 21 | To Catch the Eagle            | Sfida impossibile              | 6 marzo 1977      |
| 22 | The Ghostly Teletype          | La telescrivente fantasma      | 15 maggio 1977    |

## Gli extraterrestri - 1ª parte
- Titolo originale: The Return of Bigfoot: Part 1
- Regia:
- Sceneggiatura:

### Trama
- L'episodio è la prima parte di una storia in due episodi.

## Gli extraterrestri - 2ª parte
- Titolo originale: The Return of Bigfoot: Part 2
- Regia:
- Sceneggiatura:

### Trama
- L'episodio è stato trasmesso per la prima volta come 2º episodio della seconda stagione de La donna bionica, ma è solitamente considerato come parte de L'uomo da sei milioni di dollari.

## Uccidete Oscar - 2ª parte
- Titolo originale: Kill Oscar: Part 2
- Regia:
- Sceneggiatura:

### Trama
- Questo è l'episodio centrale di una trilogia che comprende altri due episodi. In seguito è andato in onda come 5º episodio della seconda stagione de La donna bionica ed è solitamente considerato parte di quest'ultima serie.

## Missione difficile
- Titolo originale: Thunderbird Conection
- Regia:
- Sceneggiatura:

### Trama
- L'episodio è eccezionalmente di una durata maggiore rispetto agli altri, durando 90 minuti.

## Spie al luna park
- Titolo originale: Carnival of Spies
- Regia:
- Sceneggiatura:

### Trama
- Durante le riprese al The Pike, in una casa degli orrori chiamata "Laff-in-the-Dark", un tecnico cercò di spostare quello che sembrava un manichino dall'aspetto strano e ricoperto di cera, appeso a una corda. Quando lo fece, il braccio del manichino gli si spezzò in mano. Dalla cera sporgeva un osso umano. Si scoprì che il "manichino" era in realtà un cadavere mummificato. I resti umani erano stati imbalsamati con l'arsenico e appartenevano a Elmer McCurdy, un fuorilegge che era stato ucciso in uno scontro a fuoco nel 1911. Dopo essere stato definitivamente identificato, il corpo fu sepolto in una cerimonia formale, alla quale molti della troupe dello spettacolo furono presenti.[1]